# Eutrichota atroapicata
Eutrichota atroapicata är en tvåvingeart som först beskrevs av Malloch 1921.  Eutrichota atroapicata ingår i släktet Eutrichota och familjen blomsterflugor. Inga underarter finns listade i Catalogue of Life.